# ان‌جی‌سی ۱۰۹۰
ان‌جی‌سی ۱۰۹۰ (انگلیسی: NGC 1090) نام یک کهکشان مارپیچی میله‌ای است.